# Granges-les-Beaumont
Granges-les-Beaumont település Franciaországban, Drôme megyében. Lakosainak száma 904 fő (2022. január 1.). Granges-les-Beaumont Beaumont-Monteux, Châteauneuf-sur-Isère, Clérieux, Romans-sur-Isère és Saint-Bardoux községekkel határos.

## Népesség
A település népességének változása:
| Lakosok száma | 296  | 493  | 791  | 951  | 934  | 943  | 927  | 908  | 890  | 904  |
|               | 1968 | 1982 | 1990 | 2006 | 2013 | 2015 | 2017 | 2019 | 2020 | 2022 |